# Мімоза Халімі
Мімоза Халімі (Mimoza Halimi) (1969, Тирана) — албанський дипломат. Надзвичайний і повноважний посол Республіки Албанії в Республіці Польща і за сумісництвом в Республіці Естонія, Латвійській Республіці, Литовській Республіці та в Україні (з 10.01.2024 по 03.06.2024).

## Життєпис
Пані Мімоза Халімі народилася у 1969 році в Тирані, Албанія. Має ступінь бакалавра та магістра мистецтв у галузі економіки та міжнародних відносин. Вільно розмовляє англійською, французькою, російською, володіє німецькою мовою.
З 1997 по 2000 рр. — обіймала різні посади в МЗС, була Національним координатором Центральноєвропейської ініціативи (CEI), Національним координатором Південно-Східної Європейської ініціативи (SECI) тощо.
З 2000 по 2001 рр. — генеральний директор з питань євроатлантичного співробітництва МЗС.
З 2004 по 2006 рр. — заступник голови представництва Албанії при Європейському Союзі в Брюсселі.
З 2006 по 2007 рр. — директор Управління Європи, Америки та Росії МЗС.
З 2007 по 2010 рр. — Надзвичайний і Повноважний Посол Республіки Албанія в Королівстві Бельгія (резидент) і у Великому Герцогстві Люксембург (нерезидент).
З 2007 по 2014 рр. — Посол Республіки Албанія/Голова Місії Республіки Албанія при Європейському Союзі, Брюссель, Бельгія.
З 2014 по 2018 рр. — директор Департаменту Європи та Центральної Азії МЕФА.
З 2018 по 2021 рр. — генеральний директор з політичних та безпекових питань Міністерства.
З 2021 по 2023 рр. — директор Департаменту Америки, Азії та Африки Міністерства Європи та закордонних справ (MEFA).
З 10 січня 2024 року — Надзвичайний і повноважний посол Республіки Албанії в Республіці Польща і за сумісництвом в Республіці Естонія, Латвійській Республіці, Литовській Республіці та в Україні (з 10.01.2024 по 03.06.2024).

## Нагороди та відзнаки
Посол Мімоза Халімі нагороджена відзнакою «Великого хреста Ордена Корони», наданого Королем Бельгії, Високоповажним Альбертом II.